# 谢尔韦
谢尔韦（法語：Chervey，法語發音：[ʃɛʁvɛ]）是法国奥布省的一个市镇，属于特鲁瓦区。

## 地理
谢尔韦（48°7'30"N, 4°29'31"E）面积13.28 平方千米，位于法国大東部大區奥布省，该省份为法国中北部省份，北起马恩省，西接塞纳-马恩省，西南至约讷省，东南至科多尔省，东临上马恩省。
与谢尔韦接壤的市镇（或旧市镇、城区）包括：贝尔蒂尼奥勒、伯雷、阿尔斯河畔比克西耶尔、阿尔斯河畔维尔、阿尔托河畔维维耶。

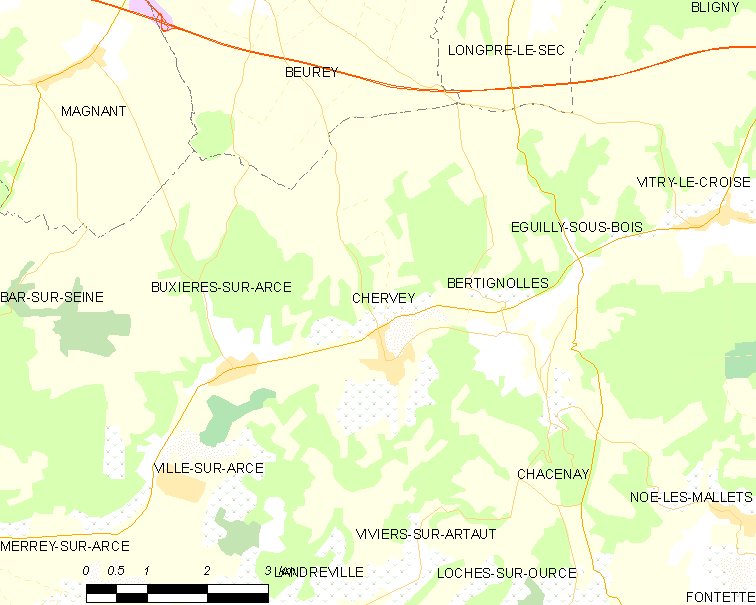
谢尔韦的OSM定位图

谢尔韦的时区为UTC+01:00、UTC+02:00（夏令时）。

## 行政
谢尔韦的邮政编码为10110，INSEE市镇编码为10097。

## 政治
谢尔韦所属的省级选区为塞纳河畔巴尔县。

## 人口

1962-2008年间谢尔韦人口变化图示

谢尔韦于2022年1月1日时的人口数量为149人。